# Europiella bakeri
Europiella bakeri är en insektsart som först beskrevs av Ernst Evald Bergroth 1898.  Europiella bakeri ingår i släktet Europiella och familjen ängsskinnbaggar. Inga underarter finns listade i Catalogue of Life.